# Mns Beunot
Mns Beunot is een bestuurslaag in het regentschap Aceh Utara van de provincie Atjeh, Indonesië. Mns Beunot telt 2324 inwoners (volkstelling 2010).